# 浅虫夏泊県立自然公園
浅虫夏泊県立自然公園（あさむしなつどまりけんりつしぜんこうえん）は青森県中央部にある県立自然公園で、1953年（昭和28年）6月に指定を受けた。指定地域は夏泊半島や浅虫温泉などを含んで4,964ヘクタールの陸地と3,526ヘクタールの海域からなる。陸域のうち3,404ヘクタールが平内町（東津軽郡）、1,560ヘクタールが青森市。

## 主な観光地・景勝地など
- 夏泊半島 - 青森湾に面する西海岸は海食崖に富み、野辺地湾に面する東海岸には白砂青松の砂浜が散在[3]。
- 浅虫温泉 - 「東北の熱海[3]」と呼ばれる温泉地[4]。
- 青森県営浅虫水族館
- 浅虫海洋生物学研究センター - 東北大学の付属研究所。前身の臨海実験所は「日本三大臨界実験所」として知られていた[3]。
- 浅所海岸 - 1952年（昭和27年）にハクチョウの飛来地として特別天然記念物となっている[4]。
- 夜越山森林公園 - サボテン園、スキー場、キャンプ場などからなる公園。

### 島嶼
- 大島
- 茂浦島
- 鴎島
- 湯ノ島 - 国蝶のオオムラサキが生息[4]。

### 山岳
- 椿山 - ツバキの自生地の北限として、1922年（大正11年）に国の天然記念物に指定[5]。
- 水ヶ沢山
- 高森山 - 浅虫温泉の背後の山。山麓は森林浴の森100選に選出[6]。

### 書誌情報
- 『青森県百科事典』,東奥日報社,1981,ISBN 4-88561-000-1
- 『角川日本地名大辞典2 青森県』,角川書店,1985
- 新・分県登山ガイド改訂版1『 青森県の山』,いちのへ義孝／著,山と渓谷社,2010,2014（初版第2刷）,ISBN 978-4-635-02351-1